# Baelor
"Baelor" é o nono e penúltimo episódio da primeira temporada da série de fantasia medieval Game of Thrones, que foi ao ar no dia 12 de junho de 2011 pela HBO. Foi escrito pelos criadores e produtores executivos da série David Benioff e D. B. Weiss, sendo dirigido por Alan Taylor.
O enredo do episódio mostra como Eddard Stark, aprisionado e acusado de traição, toma uma fatídica decisão. Sua esposa Catelyn negocia com o traiçoeiro Lorde Walder Frey, e seu filho Robb luta sua primeira batalha contra os Lannister. Enquanto isso, Jon descobre um segredo sobre Meistre Aemon, e Daenerys se posiciona contra Qotho.
O título do episódio é uma referência ao importante evento que ocorre no Grande Septo de Baelor, o principal prédio religioso em Porto Real. No mundo criado por George R. R. Martin, Baelor foi um Rei Targaryen que é reverenciado como o patrono e apoiador da Fé dos Sete.

## Enredo

### No acampamento Lannister
Lorde Tywin (Charles Dance) diz à Tyrion (Peter Dinklage) no jantar que ele e seus aliados bárbaros irão lutar na vanguarda do exército. Tyrion não fica feliz e deixa a mesa. Ele volta para sua tenda e encontra uma jovem prostituta, Shae (Sibel Kekilli), que Bronn (Jerome Flynn) encontrou a seu pedido. Enquanto os três contam histórias, Tyrion revela que ele já foi casado com uma mulher que ele e Jaime resgataram, para só depois descobrir que a mulher era uma prostituta contratada por Jaime e Tywin. Depois de revelar isso a ele, Tywin pagou para seus guardas fazerem sexo com a mulher na frente dele. Mais tarde, Tyrion é acordado por cornetas de guerra. Ele deixa sua tenda com uma armadura, e ordena que as tribos da montanha se dirijam para o combate, porém ele é pisoteado pelos homens enquanto eles correm para a luta e fica inconsciente. Ele acorda horas depois, tendo perdido toda a batalha.

### Nas Gêmeas
O exército Stark chega nas Gêmeas, uma ponte fortificada controlada por Lorde Walder Frey (David Bradley), um dos vassalos do pai de Catelyn (Michelle Fairley). Entretanto, Walder selou a ponte e se recusa a deixar que os Stark atravessem, fazendo com que Catelyn vá negociar com ele pessoalmente. Depois de algumas barganhas, Walder concorda em deixar os Stark passarem e manda seu exército lutar com eles contra os Lannister, porém em troca, ele quer que um de seus filhos seja escudeiro de Robb (Richard Madden), e que ele e Arya se casem com algum de seus filhos. Robb concorda.
Depois de cruzarem o rio, Robb divide suas forças, mandando um pequeno destacamento de 2.000 soldados para atacar os homens de Tywin enquanto ele lidera os 18.000 restantes secretamente contra as forças de Jaime Lannister. O exército de Tywin cai na isca, acreditando que estão enfrentado todo o exército Stark, eles juntam seus homens e vão para a batalha. Os 2.000 homens são facilmente derrotados, todavia Tywin não aprecia a vitória, sabendo que ele caiu no estratagema de Robb. Enquanto isso, Robb e seu exército retornam à Catelyn não apenas com a vitória sobre os homens de Jaime, porém com o próprio Jaime (Nikolaj Coster-Waldau) feito prisioneiro.

### Na Muralha
Lorde Comandante Jeor Mormont (James Cosmo) dá a Jon (Kit Harington) sua espada de aço valiriano, Garralonga, que originalmente pertenceria a seu filho Jorah, como uma recompensa por ter salvo sua vida. Entretanto, Jon fica perturbado quando Sam (John Bradley) lhe conta sobre a guerra de Robb contra os Lannister, achando que ele deveria estar lutando ao lado de seu irmão.
Meistre Aemon (Peter Vaughan) chama por Jon e explica-lhe que o motivo dos membros da Patrulha da Noite não se casarem é de que isso iria causar um dilema que os forçaria a escolher entre lealdade aos entes amados ou a seus deveres. Aemon sabe disso muito bem porque ele é na verdade Aemon Targaryen, tio-avô de Aerys Targaryen, o Rei Louco, e tio tataravô de Daenerys, e lealmente e relutantemente permaneceu na Muralha enquanto seus familiares ou eram exilados ou mortos na Rebelião de Robert Baratheon. Aemon diz à Jon que ele deve escolher entre sua lealdade a Patrulha da Noite ou a sua família.

### Além do Mar Estreito
Khal Drogo (Jason Momoa), delirante de uma infecção em seu peito, cai de seu cavalo. Daenerys (Emilia Clarke) leva ele a sua tenda e chama Mirri Maz Duur (Mia Soteriou). Quando Daenerys implora para que ela faça alguma coisa, os Companheiros de Sangue de Drogo querem a curandeira morta. Mirri diz à Daenerys que há um feitiço de sangue que ela conhece, porém insiste que a morte é mais limpa. Dany ignora e, mesmo quando Mirri a avisa que apenas a morte pode pagar pela vida, ela ordena que o feitiço seja usado em Drogo. Eles levam o cavalo do khal para dentro da tenda e cortam sua garganta; Mirri ordena que todos saiam da tenda e não entrem. Do lado de fora, os Companheiros de Sangue de Drogo querem acabar com tudo. Sor Jorah Mormont (Iain Glen) derrota o guerreiro rebelde Qotho (Dar Salim), que anteriormente havia derrubado Dany e feito ela entrar em trabalho de parto mais cedo. Quando a luta se encerra, Jorah carrega Daenerys para dentro da tenda à procura da ajuda de Mirri.

### Em Porto Real
Varys (Conleth Hill) visita Eddard (Sean Bean) e diz para ele confessar seus "crimes" e jurar lealdade a Joffrey; Cersei irá poupá-lo e deixar que ele sirva na Patrulha da Noite como exílio. Ned se recusa, porém finalmente cede depois de Varys dizer que a vida de sua filha Sansa ficará em perigo.
Arya (Maisie Williams), que estava vivendo como uma mendiga nas ruas de Porto Real desde que fugiu da Fortaleza Vermelha, descobre que uma enorme multidão está se reunindo no Grande Septo de Baelor onde seu pai será julgado diante dos Deuses. Com Sansa (Sophie Turner), Cersei (Lena Headey), Joffrey (Jack Gleeson) e o Pequeno Conselho o observando, Ned confessa seus crimes e jura fidelidade a Joffrey na frente da multidão. Satisfeitas, Sansa e Cersei pedem para Joffrey poupá-lo, porém para o choque delas e do Pequeno Conselho, Joffrey quebra a promessa e ordena que Eddard seja decapitado. Enquanto Sansa entra em desespero, Arya tenta salvar Ned, sendo parada por Yoren (Francis Magee) que a impede de ver a execução do pai. Ned aceita sua morte pacificamente, sabendo que Arya está segura.

## Produção

### Roteiro
O episódio foi escrito pelos criadores da série e produtores executivos David Benioff e D. B. Weiss, baseados no livro original de George R. R. Martin. "Baelor" inclui os capítulos 58 ao 61 e 63 ao 66 (Eddard XV, Catelyn IX, Jon VIII, Tyrion VIII, Catelyn X, Daenerys VIII e Arya V).
A cena do jogo entre Tyrion, Shae e Bronn foi adicionada ao enredo, apesar da história do casamento de Tyrion com Tysha ter sido retirada de um dos capítulos anteriores do livro. Também, a história de Shae é levemente alterada, de um natural de Westeros no livro para uma estrangeira na série, para acomodar o sotaque de Kekilli. Outras divergências em relação ao livro incluem a mudança de estratégia de Robb Stark ao dividir suas forças, e a mudança da genealogia Targaryen explicada por Meistre Aemon: na série de TV o Rei Louco é descrito como filho, ao invés de neto, de Aegon V (dessa forma eliminando Jaehaerys I da sucessão dos Reis).

### Seleção de elenco
"Baelor" marca a primeira aparição da atriz alemã Sibel Kekilli no papel da prostituta Shae. O co-produtor executivo da série, e autor dos livros originais, George R. R. Martin comentou que a atriz foi extraordinária em seu teste, onde ela leu a cena incluida nesse episódio com Shae encontrando Tyrion pela primeira vez na tenda antes da batalha. De acordo com Martin, "muitas mulheres bonitas leram para Shae. [...] Mas há outra dimenssão para Shae também. Ela não praticou tanto e não é tão endurecida como uma veterana da temporada. Ainda assim há uma qualidade de vizinha do lado nela, um senso de vulnerabilidade, ludicidade e, sim, inocência. [...] Todas as nossas Shae eram muito gostosas. Porém apenas algumas capturaram aquela outra qualidade, talvez três em vinte, e Sibel foi o destaque. [...] Assistindo aqueles testes, qualquer homem de sangue vermelho iria querer levar todas as nossas candidatas a Shae para a cama. Porém Sibel faz você se apaixonar por ela também".
Também fazendo sua primeira aparição neste episódio está o ator britânico David Bradley, que interpreta o Lorde da Travessia Walder Frey, um personagem vinte anos mais velho que o ator.

### Locações

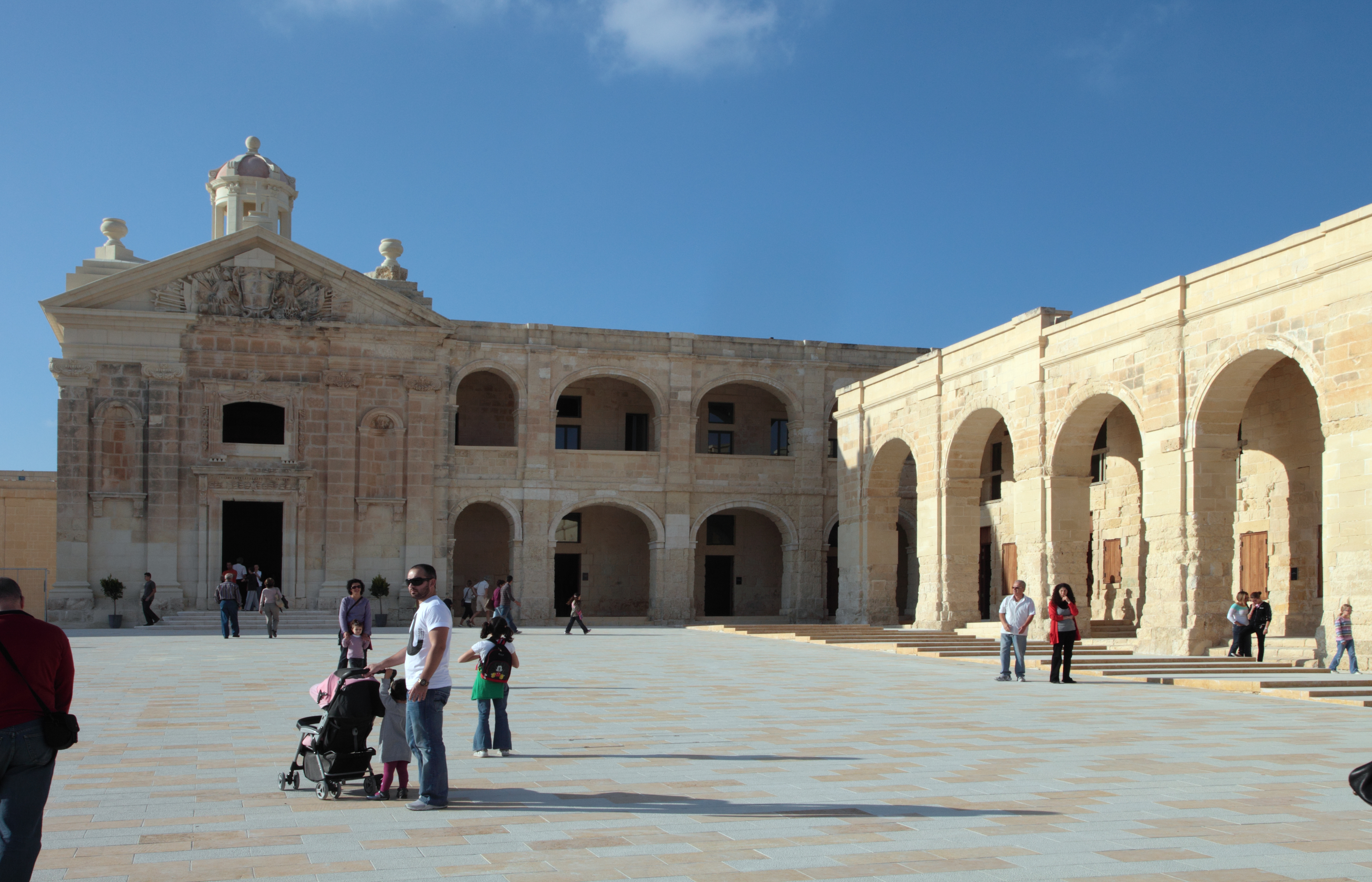
As cenas no Grande Septo de Baelor foram filmadas no Forte Manoel, em Malta.

Os interiores do episódio foram filmados no estúdio The Paint Hall, perto de Belfast. A área da propriedade do Castelo Ward, também na Irlanda do Norte, foi usada como locação para os acampamentos Lannister e Stark, e também para os campos de batalha do Ramo Verde e do Bosque dos Murmúrios.
A cena climática do episódio no Grande Septo de Baelor foi filmada no Forte Manoel, na cidade de Gżira, em Malta. As filmagens ocorreram na última semana de outubro de 2010.

## Recepção

### Audiência
Em sua primeira exibição, "Baelor" atraiu 2.7 milhões de espectadores, mesmo número do episódio anterior. Esses resultados podem ser considerados bons levando-se em conta que o episódio foi ao ar junto com as Finais da NBA e a entrega dos Tony Awards. Somando-se os números de sua primeira reprise que foi ao ar na mesma noite, "Baelor" atraiu um total de 3.4 milhões de espectadores, um pouco a menos que a semana anterior.

### Crítica
"Baelor" foi aclamado pela crítica especializada. Elio Garcia, escrevendo para a Suvudu, disse que o episódio foi "sem dúvida, meu episódio favorito da temporada até agora. Tudo acontenceu perfeitamente em uma gloriosa hora de televisão: excelente roteiro, atuações excepcionais, uma trilha sonora que de repente veio a vida de uma forma que não tinha feito antes, consumado pela direção de um dos melhores diretores da televisão". Dos dois críticos da A.V. Club, ambos dando uma nota A, Todd VanDerWerff o chamou de "inquestionavelmente o melhor episódio de Game of Thrones até agora", e David Sims achou "incrível" com uma conclusão que "sem dúvida irá explodir cabeças (e partir corações)" dos espectadores.

"...e quão magistralmente dirigida—por Alan Taylor—a última cena foi. A lenta aproximação no rosto de Arya quando Ned a vê. O cuidadoso estabelecimento geográfico da área. O modo que ele estabelece quem está onde, para então jogar a merda no ventilador, você sabe o que esperar. É o maior momento do livro um, e ele consegue, pegando uma cena que pareceu um pouco distante e clínica nas páginas do livro e fazendo-a viceral e real."

—Todd VanDerWerff, A.V. Club
O foco da maioria dos críticos foi a cena final climática, cuja direção e atuação foi universalmente aclamada. Escrevendo para a Cultural Learnings, Myles McNutt afirmou: "a tomada final, com Arya olhando para o céu enquanto tudo fica em silêncio e tudo que ela vê são pássaros voando para longe, foi maravilhosamente assombrosa. A direção de Alan Taylor deu tanto o caos quanto a resignação do momento". Alan Sepinwall, da HitFix, achou que "A cena final foi esplendidamente filmada, e o cansaso da interpretação de Bean e o horror da interpretação de Maisie Williams transmitiram tão perfeitamente as emoções, mesmo enquanto as coisas pareciam caóticas".
A descarga emocional da cena atingiu alguns críticos: Scott Meslow da The Atlantic a chamou de "uma cena absolutamente aterrorizante" e classificou a morte de Eddard como "horrível em sua indignidade". Tando Jace Lacob da Televisionary e Maureen Ryan da AOL TV admitiram terem tido lágrimas nos olhos na dramática conclusão do episódio. A última achou a cena "magistral" e sentiu que a atmosfera visual e o excelente trabalho de Alan Taylor a fizeram mais impactante que a versão original do livro.
Além da cena final, outros aspectos foram discutidos: Garcia notou a atuação de Richard Madden e como os Frey foram introduzidos. Ryan elogiou a ampla gama de emoções usadas por Emilia Clarke enquanto interpretava Daenerys, e como Peter Dinklage interpretou a frustração e confusão de Tyrion durante o episódio. Tanto ela como McNutt ficaram felizes que a cena de exposição do Duende na tenda com Bronn e Shae não usou sexo para manter a atenção dos espectadores como episódios anteriores haviam feito.
Houve um debate sobre a decisão dos produtores de não mostrar as batalhas dos Stark contra os Lannister. Ryan criticou e confessou estar "um pouco desapontada que muitos dos personagens principais são pegos em uma guerra que não estamos vendo". Sims lamentou por não ver nenhuma luta, e apesar de entender as restrições orçamentárias, ele achou que "toda essa luta fora de tela está fazendo meu sangue correr por uma luta em tela". Sepinwall conclui que: "Idealmente, nós teriamos algumas cenas de batalhas épicas, nível Braveheart, em algum ponto, porém eu também respeito as exigências de tempo e orçamento aqui. Aqueles tipos de batalha custam fortunas, e elas consomem muito tempo em tela, e eu acho que no final eu preferiria ter o tempo que passamos na tenda de Tyrion na noite antes da batalha, com a mortificante história de sua ex-esposa, e, em seguida, seja qual for o custo para fazer a sequência de execução ficar tão boa quanto ficou, e depois para o episódio nos dar uma ou duas cenas de longas lutas".